# Saint-Jean, Haute-Garonne

Saint-Jean este o comună în departamentul Haute-Garonne din sudul Franței. În 2009 avea o populație de 10.269 de locuitori.

## Evoluția populației
| An        | 1975  | 1982  | 1990  | 1999  | 2006  | 2009   |
| --------- | ----- | ----- | ----- | ----- | ----- | ------ |
| Populație | 4.787 | 6.512 | 7.168 | 8.362 | 9.339 | 10.269 |

## Monumente

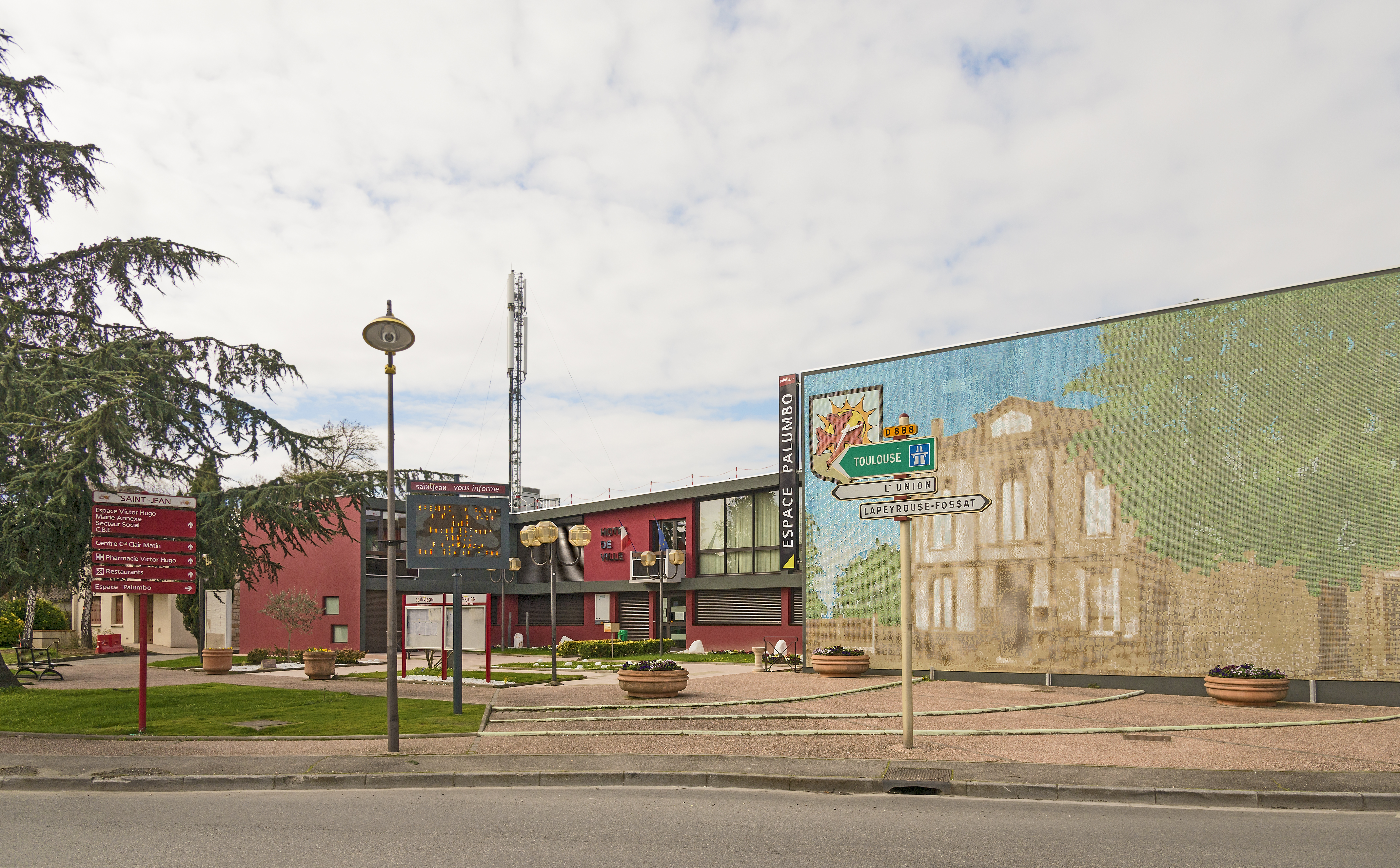
Primărie.
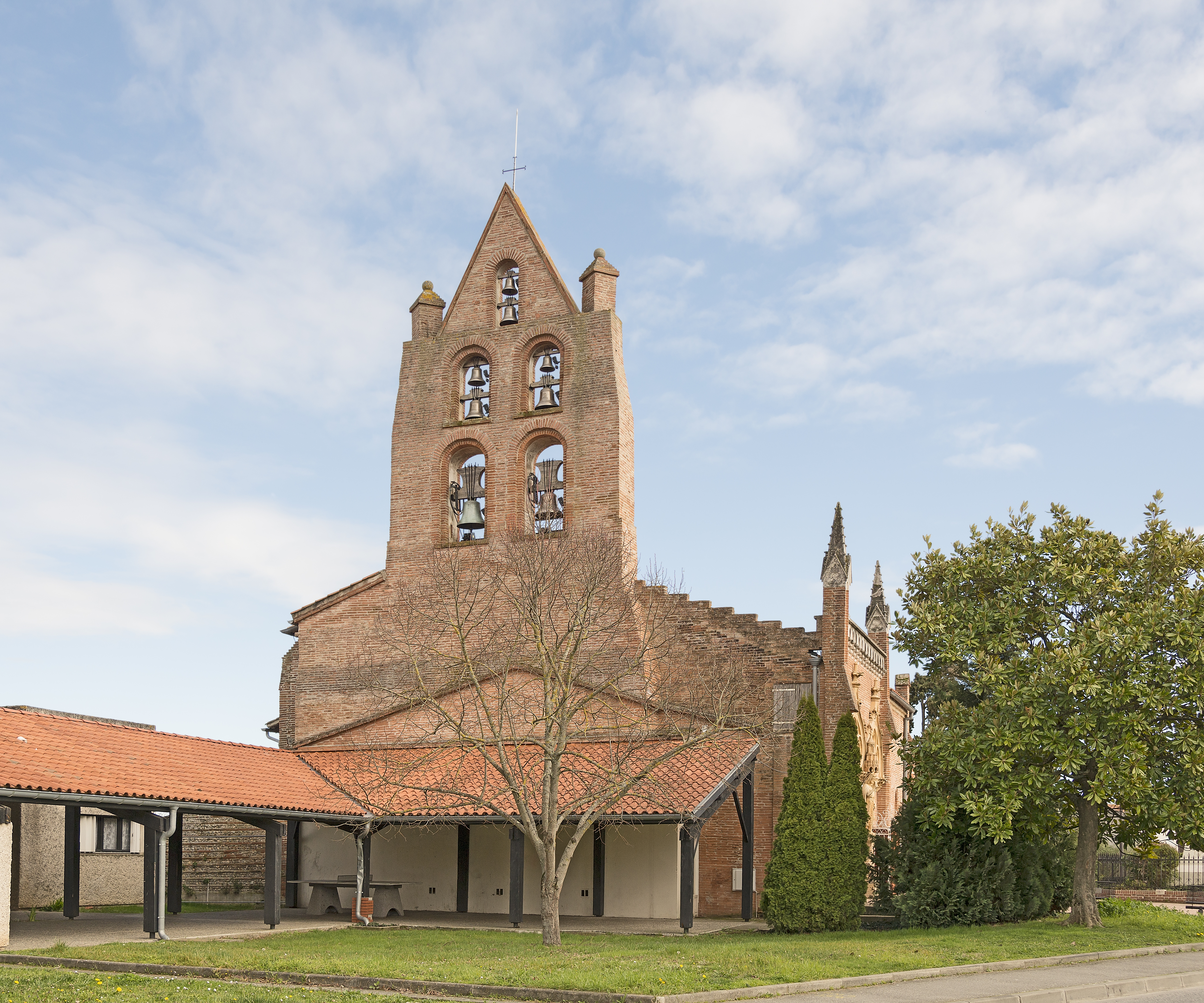
Biserica.
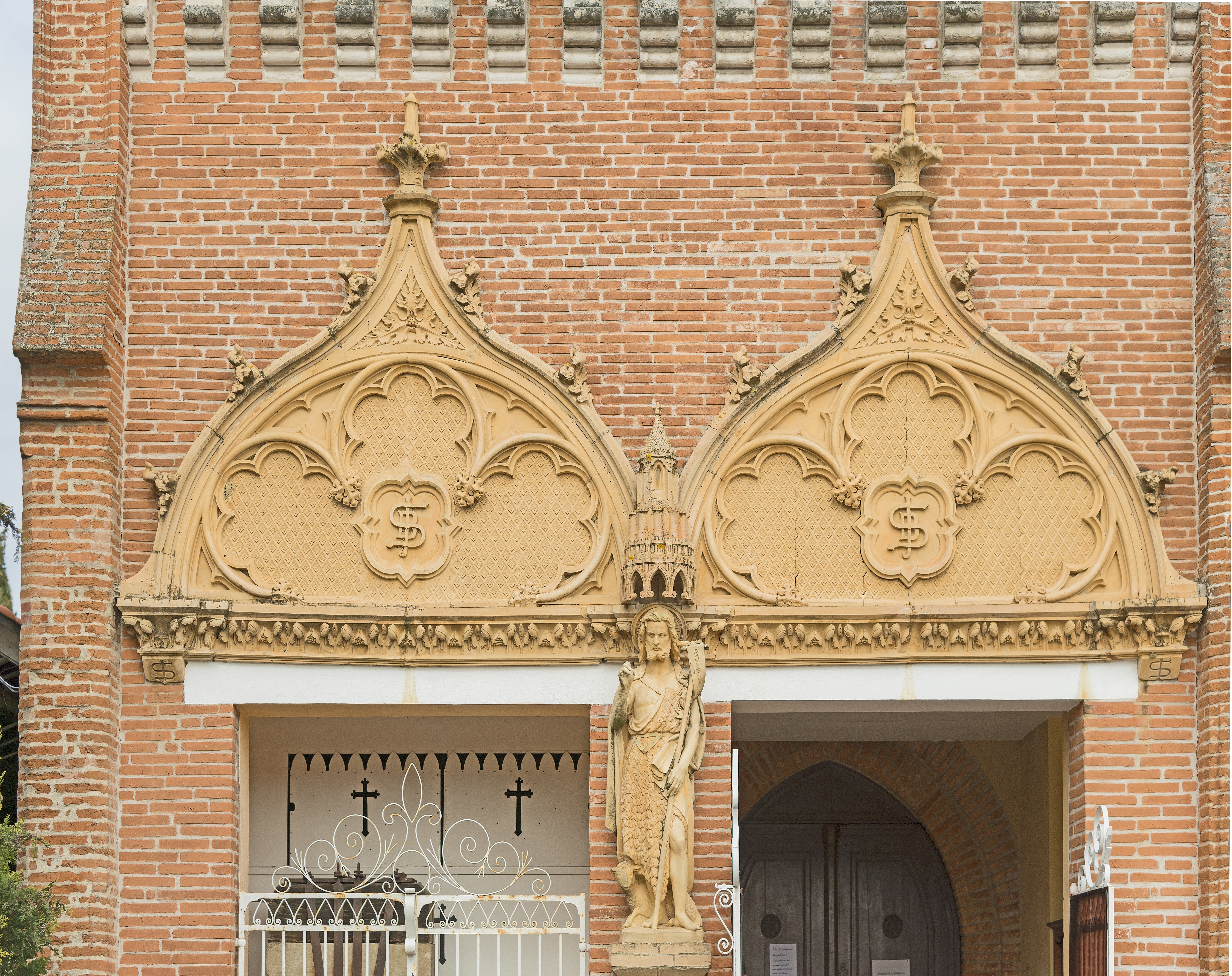